# Championnats du monde de descente de canoë-kayak 2010
 (juillet 2012).
Si vous disposez d'ouvrages ou d'articles de référence ou si vous connaissez des sites web de qualité traitant du thème abordé ici, merci de compléter l'article en donnant les références utiles à sa vérifiabilité et en les liant à la section « Notes et références ».
Navigation
Championnats du monde de descente 2008 Championnats du monde de descente 2011
Les 27e championnats du monde de descente en canoë-kayak de 2010 se sont tenus à Sort, en Espagne, sous l'égide de la Fédération internationale de canoë.

## Podiums

### Course Classique

#### K1
| Rang               | Athlète        | Pays      | Temps     |
| ------------------ | -------------- | --------- | --------- |
| Médaille d'or      | Loïc Vynisale  | France    | 19:02.159 |
| Médaille d'argent  | Achi Overbeck  | Allemagne | 19:06.335 |
| Médaille de bronze | Nejc Žnidarčič | Slovénie  | 19:06.798 |

| Rang               | Athlète                                      | Pays      | Temps   |
| ------------------ | -------------------------------------------- | --------- | ------- |
| Médaille d'or      | Ales Marek Kamil Mrûzek Tomas Slovak         | Tchéquie  | 9:26.14 |
| Médaille d'argent  | Tobias Bong Soeren Falkenhain Achim Overbeck | Allemagne | 9:26.70 |
| Médaille de bronze | Théo Devard Ronan Tastard Loïc Vynisale      | France    | 9:28.38 |

| Rang               | Athlète         | Pays        | Temps     |
| ------------------ | --------------- | ----------- | --------- |
| Médaille d'or      | Alke Overbeck   | Allemagne   | 19:01.049 |
| Médaille d'argent  | Hannah Brown    | Royaume-Uni | 19:09.292 |
| Médaille de bronze | Jessica Oughton | Royaume-Uni | 19:09.713 |

| Rang               | Athlète                                                | Pays        | Temps    |
| ------------------ | ------------------------------------------------------ | ----------- | -------- |
| Médaille d'or      | Hannah Brown Sandra Hyslop Jessica Oughton             | Royaume-Uni | 10:13.50 |
| Médaille d'argent  | Nathalie Gastineau Sixitine Mallaterre Laëtitia Parage | France      | 10:16.11 |
| Médaille de bronze | Maria Hollerieth Alke Overbeck Manuela Stöberl         | Allemagne   | 10:24.85 |

#### C1
| Rang               | Athlète        | Pays     | Temps |
| ------------------ | -------------- | -------- | ----- |
| Médaille d'or      | Vladi Panato   | Italie   |       |
| Médaille d'argent  | Jost Zakraisek | Slovénie |       |
| Médaille de bronze | Jan Stastnv    | Tchéquie |       |

| Rang               | Athlète                                             | Pays     | Temps    |
| ------------------ | --------------------------------------------------- | -------- | -------- |
| Médaille d'or      | Lukas Novosad Ondrej Rolenc Marek Rygel             | Tchéquie | 10:19.32 |
| Médaille d'argent  | Igor Gojic Tomislav Lepan Emil Milihram             | Croatie  | 10:20.16 |
| Médaille de bronze | Guillaume Alzingre Marc Brodiez Stephane Santamaria | France   | 10:23.46 |

#### C2
| Rang               | Athlète | Pays                                    | Temps |
| ------------------ | ------- | --------------------------------------- | ----- |
| Médaille d'or      |         | Slovénie Luka Božic Sašo Taljat         |       |
| Médaille d'argent  |         | Slovaquie Vladimir Vala Jaroslav Slucik |       |
| Médaille de bronze |         | Slovaquie Jan Sutek Stefan Grega        |       |

| Rang               | Athlète                                         | Pays      | Temps    |
| ------------------ | ----------------------------------------------- | --------- | -------- |
| Médaille d'or      | Driesch-Andree Knippling-Schmitz Walter-Baumann | Allemagne | 10:11.53 |
| Médaille d'argent  | Lisický-Uncajtik Salek-Riha Vesely-Mornstejn    | Tchéquie  | 10:20.16 |
| Médaille de bronze | Grega-Sutek Slucik-Vala Soska-Kunhart           | Slovaquie | 10:27.87 |

### Course Sprint

#### K1
| Rang               | Athlète        | Pays     | Temps   |
| ------------------ | -------------- | -------- | ------- |
| Médaille d'or      | Richard Maxime | Belgique | 2:47.86 |
| Médaille d'argent  | Nejc Žnidarčič | Slovénie | 2:48.39 |
| Médaille de bronze | Tomas Slovak   | Tchéquie | 2:49.52 |

| Rang               | Athlète                                    | Pays     | Temps   |
| ------------------ | ------------------------------------------ | -------- | ------- |
| Médaille d'or      | Karel Slepica Kamil Mrûzek Tomas Slovak    | Tchéquie | 2:45.94 |
| Médaille d'argent  | Mariano Bifano Jaka Jazbec Paolo Bifano    | Italie   | 2:46.16 |
| Médaille de bronze | Lovro Leban Jernej Korenjak Nejc Žnidarčič | Slovénie | 2:46.20 |

| Rang               | Athlète         | Pays        | Temps   |
| ------------------ | --------------- | ----------- | ------- |
| Médaille d'or      | Jessica Oughton | Royaume-Uni | 3:05.30 |
| Médaille d'argent  | Hannah Brown    | Royaume-Uni | 3:05.84 |
| Médaille de bronze | Laëtitia Parage | France      | 3:06.19 |

| Rang               | Athlète                                              | Pays        | Temps   |
| ------------------ | ---------------------------------------------------- | ----------- | ------- |
| Médaille d'or      | Nathalie Gastineau Sixtine Malaterre Laëtitia Parage | France      | 2:58.35 |
| Médaille d'argent  | Birgit Bach Alke Overbeck Sabine Füsser              | Allemagne   | 3:00.34 |
| Médaille de bronze | Hannah Brown Sandra Hyslop Jessica Oughton           | Royaume-Uni | 3:00.53 |

#### C1
| Rang               | Athlète            | Pays    | Temps   |
| ------------------ | ------------------ | ------- | ------- |
| Médaille d'or      | Yann Claudepierre  | France  | 3:05.74 |
| Médaille d'argent  | Emil Milihram      | Croatie | 3:05.89 |
| Médaille de bronze | Guillaume Alzingre | France  | 3:06.74 |

| Rang               | Athlète                                           | Pays      | Temps   |
| ------------------ | ------------------------------------------------- | --------- | ------- |
| Médaille d'or      | Yann Claudepierre Guillaume Alzingre Marc Brodiez | France    | 2:58.53 |
| Médaille d'argent  | Igor Gojic Tomislav Lepan Emil Milihram           | Croatie   | 2:58.84 |
| Médaille de bronze | Dominik Pesch Julian Rohn Normen Weber            | Allemagne | 3:00.64 |

#### C2
| Rang               | Athlète                         | Pays      | Temps   |
| ------------------ | ------------------------------- | --------- | ------- |
| Médaille d'or      | Saso Taljat Luka Bozic          | Slovénie  | 3:02.54 |
| Médaille d'argent  | Theodore Heitz Thomas Peltriaux | France    | 3:03.78 |
| Médaille de bronze | Lars Walter Johannes Baumann    | Allemagne | 3:05.25 |

| Rang               | Athlète                                                                                        | Pays      | Temps   |
| ------------------ | ---------------------------------------------------------------------------------------------- | --------- | ------- |
| Médaille d'or      | Lisický-Uncajtik Salek-Riha Vesely-Mornstejn                                                   | Tchéquie  | 3:01.88 |
| Médaille d'argent  | Grega-Sutek Slucik-Vala Soska-Kunhart                                                          | Slovaquie | 3:02.16 |
| Médaille de bronze | Ronan Tastard / Stephane Santamaria Michael Cordier / Tom Bar Theodore Heitz / Thomas Peltiaux | France    | 3:03.89 |

## Tableau des médailles
| Rang  | Nation      | Or | Argent | Bronze | Total |
| ----- | ----------- | -- | ------ | ------ | ----- |
| 1     | France      | 4  | 3      | 6      | 13    |
| 2     | Tchéquie    | 4  | 1      | 2      | 7     |
| 3     | Allemagne   | 3  | 3      | 3      | 9     |
| 4     | Royaume-Uni | 2  | 2      | 2      | 6     |
| 5     | Slovénie    | 1  | 2      | 2      | 5     |
| 6     | Italie      | 1  | 1      | 0      | 2     |
| 7     | Belgique    | 1  | 0      | 0      | 1     |
| 8     | Croatie     | 0  | 3      | 0      | 3     |
| 9     | Slovaquie   | 0  | 1      | 1      | 2     |
| Total | Total       | 16 | 16     | 16     | 48    |